# Albera (raza bovina)

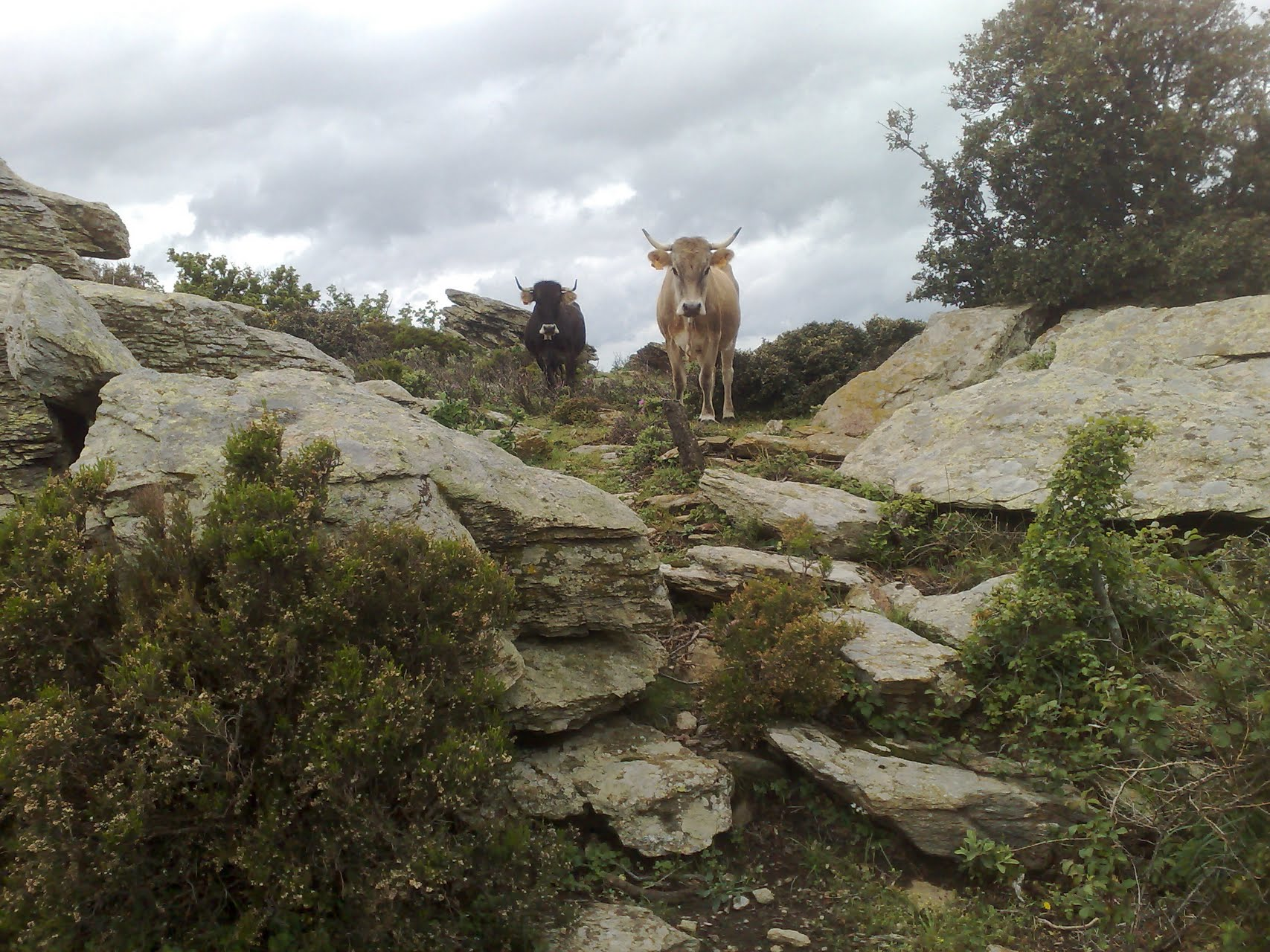
Los dos tipos, Albera Negra y Albera Fagina

La albera es una raza de ganado vacuno en peligro de extinción autóctona del macizo de la Albera, que divide Cataluña de Francia y se encuentra en parte en la comarca del Alto Ampurdán en la provincia de Gerona, y en parte en la comarca de Vallespir en el departamento francés de los Pirineos Orientales. Los bovinos son altamente resistentes al frío, aunque susceptibles al calor, y están bien adaptados al terreno escarpado del macizo.

## Historia
Aunque la presencia de una raza particular de ganado vacuno en el Macizo de la Albera se mencionó en el siglo XIX, la primera descripción de la Albera data de 1957. En ese momento se distinguían tres subtipos dentro de la raza: un tipo de pelo oscuro;  un tipo variable más pálido;  y un tercer tipo derivado del cruzamiento con ejemplares de raza parda alpina.  Más recientemente, se considera que los tipos son dos: el negro, o tipo oscuro, y el Fagina, o tipo más pálido.  En 1999 se encontró que el tipo Fagina estaba más emparentado genéticamente con la raza Bruna de los Pirineos que con el tipo Albera Negra.
En 2008 se fundó una asociación de ganaderos, la Associació de Ramaders de la Vaca de l'Albera. La raza Albera recibió el reconocimiento oficial el 27 de julio de 2011;  se aprobó un estándar de raza y se estableció un libro genealógico. A finales de 2014, la población total se registró en 618 hembras y 145 machos, para un total de 19 ganaderías. A 31 de diciembre de 2023, el registro censal era de 893 hembras y 200 machos, con 19 ganaderías.

## Variedades
- variedad Negra: la originaria, procedería de los troncos ibéricos primitivos, que, por las características de esta zona, se fue diferenciando hasta adquirir sus características actuales.[7]
- variedad Fagina: proviene de la variedad Negra cruzada repetidamente con otras razas como la Pirenáica, Gascona, Charolesa y Limusina. En la comarca del Ripollés habría sufrido un intercambio genético importante con la raza Bruna de los Pirineos.[7]

## Morfología
Es una raza fenotípicamente primitiva, rústica y muy adaptada a su medio.
Es un animal fuerte, esquelético, algo longilíneo, elipométrico (120 cm de alzada y un peso de 250 a 300 kg en el caso de las hembras de 10 años de edad; los machos tienen una alzada media de 126 cm). Debido a los cruces con otras razas, presenta un amplio rango de variabilidad.
La variedad Negra tiene una capa de negra a amarronada oscura y, a veces, pelos blancuzcos a lo largo del lomo. Línea dorsolumbar cóncava, pecho estrecho y un sistema mamario reducido. Cuernos blancos con las puntas negras, en forma de media luna o lira baja, a veces elevados

## Otras características
La Albera es muy resistente al frío, aunque susceptible al calor, y está bien adaptada al terreno escarpado del Macizo de la Albera. Tienen un carácter esquivo y poco manejable. Las hembras llegan a la edad reproductora a los dos años. Las vacas paren cada dos años y apenas producen la suficiente leche para el ternero. El rendimiento de carne a la canal es muy bajo, del orden del 35-40%.

## Sistema de explotación
Se explotan en régimen extensivo con una intervención humana limitada. Los rebaños están en libertad en los montes del macizo de la Albera y, habitualmente, no reciben alimentación suplementaria.
El ganado se cría todo el año en condiciones semiasilvestradas, a una altitud entre 200 y 1000 metros, en busca de alimento, incluyendo los brotes y tallos de las hayas del macizo. Tienen poco contacto con el hombre. El ganado se utiliza en la gestión de la vegetación pues, al desbrozar el sotobosque, ayudan a prevenir los incendios forestales.
En invierno los animales tienen más dificultades para alimentarse de los recursos naturales, bajando a áreas de menor altitud. A medida que progresa el año, hacia la primavera, el ganado se desplaza a zonas más altas. En verano pastan en prados de tipo alpino. Llegado el otoño, van bajando en busca de alimento como, por ejemplo, las bellotas y de clima menos rudo.
Loa animales viven en grupos de hembras con sus crías, que tienen establecida una fuerte relación jerárquica. Los machos viven más independientes.